# Vi ses igen!
Vi ses igen! är en amerikansk musikalfilm från 1938 i regi av Mark Sandrich. Det var den åttonde filmen som Fred Astaire och Ginger Rogers gjorde tillsammans.

## Handling
Stephen ber sin vän psykiatern Tony Flagg om hjälp med sin fästmö Amanda. Men Amanda blir istället kär i Tony och han försöker rätta till situationen med hjälp av hypnos.

## Rollista
- Fred Astaire - Tony Flagg
- Ginger Rogers - Amanda Cooper
- Ralph Bellamy - Stephen Arden
- Luella Gear - tant Cora
- Jack Carson - Connors
- Clarence Kolb - domare Travers
- Franklin Pangborn - Roland Hunter
- Walter Kingsford - dr. Powers